# 大聖堂広場 (ヴィリニュス)

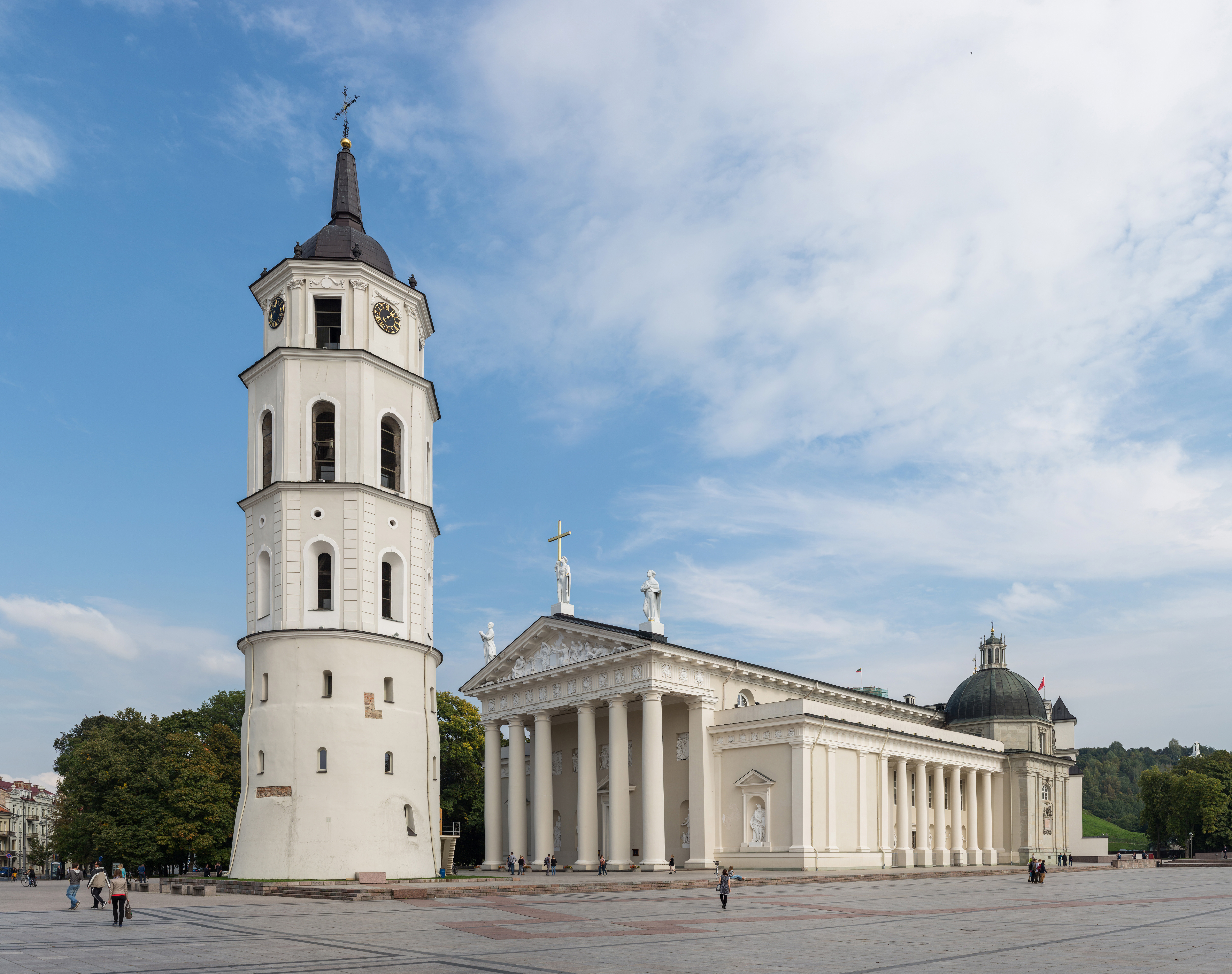
大聖堂広場と大聖堂

大聖堂広場（リトアニア語: Katedros aikštė）はリトアニアのヴィリニュスの旧市街にある広場で、広場に面して建てられているヴィリニュス大聖堂に因んで名付けられた。人気の観光スポットのひとつになっており、さまざまなイベントの会場にもなる。